# Cotton Bowl Classic 2019
Match précédent Match suivant
Le Cotton Bowl Classic 2019 est un match de football américain de niveau universitaire joué après la saison régulière de 2019, le 28 décembre 2019 au AT&T Stadium de Arlington dans l'État du Texas aux États-Unis.
Il s'agit de la 84e édition du Cotton Bowl Classic.
Sponsorisé par la société Goodyear Tire and Rubber Company, le match est officiellement dénommé le Goodyear Cotton Bowl Classic 2019.
Le match met en présence l'équipe des Tigers de Memphis issue de l'American Athletic Conference et l'équipe des Nittany Lions de Penn State issue de la Big Ten Conference.
Il débute à 1200 heures locales et est retransmis à la télévision par ESPN.

## Présentation du match
Les participants ont été sélectionnés par le comité du College Football Playoff le 8 décembre 2019. Il s'agit de la première rencontre entre ces deux équipes.
| Équipes                                                                                                 | Conférences | Entraîneurs                | Stats. saison rég. | Classements avant le bowl | Classements avant le bowl | Classements avant le bowl |
| --- | ----------- | -------------------------- | ------------------ | ------------------------- | ------------------------- | ------------------------- |
| Équipes                                                                                                 | Conférences | Entraîneurs                | Stats. saison rég. | CFP                       | AP                        | Coaches                   |
| Tigers de Memphis                                                                                       | AAC         | Ryan Silverfield (Intérim) | 12 - 1             | #17                       | #15                       | #15                       |
| Nittany Lions de Penn State                                                                             | B1G         | James Franklin (en)        | 10 - 2             | #10                       | #13                       | #12                       |
| - Arbitre : Jeff Flanagan (ACC). - Équipe donnée favorite par les bookmakers : Penn State par 7 points. |             |                            |                    |                           |                           |                           |

### Tigers de Memphis
Avec un bilan global en saison régulière de 11 victoires et 1 défaites (en matchs de conférence), Memphis est éligible et accepte l'invitation pour participer au Cotton Bowl Classic de 2019.
Ils terminent 1er de la West Division de la American Athletic Conference et remportent ensuite la finale de conférence, 24 à 19, contre les Bearcats de Cincinnati.
Memphis est ensuite sélectionné comme équipe la mieux classée du Groupe des 5, sélection garantie après leur victoire en finale de conférence AAC.
À l'issue de la saison 2019 (bowl non compris), ils seront classés #17 au classement CFP et # 15 aux classements AP et Coaches.
Il s'agit de leur première apparition au Cotton Bowl Classic et également leur première apparition à un des six bowls joués le jour de l'an.
L'entraîneur principal Mike Norvell (en) a été remplacé par Ryan Silverfield pour diriger le bowl après avoir accepté le poste d'entraîneur principal chez les Seminoles de Florida State,.
| Postes      | Joueurs          | Statistiques                                                      |
| ----------- | ---------------- | ----------------------------------------------------------------- |
| Quarterback | Brady White      | 237/370 passes réussies pour 3 560 yards, 33 TDs, 9 interceptions |
| Coureur     | Kenneth Gainwell | 222 courses pour 1 425 yards nets gagnés et 12 TDs                |
| Receveur    | Damonte Coxie    | 68 réceptions pour 1 144 yards et 9 TDs                           |

### Nittany Lions de Penn State
Avec un bilan global en saison régulière de 10 victoires et 2 défaites (7-2 en matchs de conférence), Penn State est éligible et est sélectionné pour jouer le Cotton Bowl Classic 2019 car elle est l'équipe la mieux classée non qualifiée pour les College Football playoffs.
Il s'agit de leur 4e participation au Cotton Bowl Classic.
| Saison | Date             | Vainqueur                   | Scores | Perdant                     | Bilan |
| ------ | ---------------- | --------------------------- | ------ | --------------------------- | ----- |
| 1947   | 1er janvier 1948 | Mustangs de SMU             | 13-13  | Nittany Lions de Penn State | 0 - 1 |
| 1971   | 1er janvier 1972 | Nittany Lions de Penn State | 30-06  | Longhorns du Texas          | 1 - 1 |
| 1974   | 1er janvier 1975 | Nittany Lions de Penn State | 41-20  | Bears de Baylor             | 2 - 1 |

Ils terminent 2e de la Rast Division de la Big Ten Conference derrière #2 Ohio State.
À l'issue de la saison 2019 (bowl non compris), ils seront classés #10 au classement CFP, #13 au classement CFP et AP et #12 au classement Coaches.
| Postes      | Joueurs       | Statistiques                                                      |
| ----------- | ------------- | ----------------------------------------------------------------- |
| Quarterback | Sean Clifford | 178/299 passes réussies pour 2 521 yards, 22 TDs, 6 interceptions |
| Coureur     | Journey Brown | 113 courses pour 688 yards nets gagnés et 10 TDs                  |
| Receveur    | K.J. Hamler   | 54 réceptions pour 858 yards et 8 TDs                             |

## Résumé du match
Résumé, vidéo et photos sur la page du site francophone The Blue Pennant.
Début du match à  11 h 05, fin à  14 h 44 pour une durée totale de jeu de 03 h 39 min, joué en indoor, toit fermé.
| QT            | Temps         | Drive         | Drive         | Drive         | Équipe        | Description de l'action | Score | Score |
| ------------- | ------------- | ------------- | ------------- | ------------- | ------------- | --- | ----- | ----- |
| QT            | Temps         | Jeux          | Yards         | TDP           | Équipe        | Description de l'action | MEM   | PSU   |
| 1             | 10:52         | 11            | 58            | 02:59         | MEM           | FG de 48 yards par K Riley Patterson | 3     | 0     |
| 1             | 09:56         | 3             | 75            | 00:56         | PSU           | TD à la suite d'une course de 32 yards par RB Journey Brown + 1 point de conversion par K Jake Pinegar                                            | 3     | 7     |
| 1             | 07:44         | 6             | 75            | 02:12         | MEM           | TD à la suite d'une course de 32 yards par RB Patrick Taylor Jr. + 1 point de conversion par K Riley Patterson                                    | 10    | 7     |
| 1             | 02:55         | 10            | 40            | 03:36         | MEM           | FG de 37 yards par K Riley Patterson | 13    | 7     |
|               |               |               |               |               |               | |       |       |
| 2             | 11:14         | 8             | 45            | .3:27         | PSU           | TD à la suite d'une course de 1 yard par RB Noah Cain + 1 point de conversion par K Jake Pinegar                                                  | 13    | 14    |
| 2             | 07:47         | 4             | 32            | 01:14         | PSU           | TD à la suite d'une course de 2 yards par RB Devyn Ford + 1 point de conversion par K Jake Pinegar                                                | 13    | 21    |
| 2             | 05:51         | 1             | 56            | 00:10         | PSU           | TD à la suite d'une course de 56 yards par RB Journey Brown + 1 point de conversion par K Jake Pinegar                                            | 13    | 28    |
| 2             | 03:15         | 7             | 75            | 02:36         | MEM           | TD à la suite d'une course de 2 yards par RB Kenneth Gainwell + 1 point de conversion par K Riley Patterson                                       | 20    | 28    |
| 2             | 00:51         | 10            | 75            | 02:24         | PSU           | TD de 4 yards à la suite d'une passe de QB Sean Clifford réceptionnée par WR Jahan Dotson + 1 point de conversion par K Jake Pinegar              | 20    | 35    |
|               |               |               |               |               |               | |       |       |
| 3             | 12:16         | 6             | 75            | 02:44         | MEM           | TD à la suite d'une course de 1 yard par B. White + 1 point de conversion par K Riley Patterson                                                   | 37    | 35    |
| 3             | 10:24         | 4             | -4            | 01:45         | MEM           | FG de 51 yards par K Riley Patterson | 33    | 35    |
| 3             | 07:13         | 8             | 46            | .3:11         | PSU           | FG de 45 yards par K Jake Pinegar | 33    | 38    |
| 3             | 03:32         | 11            | 52            | 03:41         | MEM           | FG de 41 yards par K Riley Patterson | 36    | 38    |
| 3             | 0038          | 3             | 2             | 01:15         | PSU           | TD à la suite d'une passe de QB Brady White interceptée et retournée sur 15 yards par S Garrett Taylor + 1 point de conversion par K Jake Pinegar | 36    | 45    |
|               |               |               |               |               |               | |       |       |
| 4             | 12:01         | 9             | 51            | 03:37         | MEM           | FG de 42 yards par K Riley Patterson | 39    | 45    |
| 4             | 06:31         | 12            | 75            | 06:30         | PSU           | TD à la suite d'unecourse de 1 yard par RB Noah Cain + 2 points de conversion (passe du QB Noah Cain réceptionnée par TE Pat Freiermuth)          | 39    | 53    |
| Score final : | Score final : | Score final : | Score final : | Score final : | Score final : | Score final : | 39    | 53    |

## Statistiques
| Systèmes | Noms          | Équipes | Postes                      |
| -------- | ------------- | ------- | --------------------------- |
| Attaque  | Journey Brown | RB      | Nittany Lions de Penn State |
| Défense  | Micah Parsons | OLB     | Nittany Lions de Penn State |

| Statistiques                           | Tigers de Memphis                                      | Nittany Lions Penn State                                 |
| -------------------------------------- | ------------------------------------------------------ | -------------------------------------------------------- |
| 1er down                               | 27                                                     | 25                                                       |
| 1er down à la course                   | 8                                                      | 18                                                       |
| 1er down à la passe                    | 19                                                     | 7                                                        |
| 1er down suite pénalité                | 0                                                      | 0                                                        |
| Conversion de 3e down                  | 7/16                                                   | 7/13                                                     |
| Conversion de 4e down                  | 0/0                                                    | 0/2                                                      |
| Jeux–yards                             | 86 jeux pour 542 yards                                 | 72 jeux pour 529 yards                                   |
| Yards à la course                      | 33 courses pour 63 yards (moyenne de 1,9 yards/course) | 53x courses pour 396 yards (moyenne de 7,5 yards/course) |
| Yards à la passe                       | 479                                                    | 133                                                      |
| Passes : Réussies-Tentées-Interceptées | 33/53 passes complétées, 2 interceptions               | 11/20 passes complétées, 1 interception                  |
| Réussite en zone rouge/chances         | 5/6                                                    | 5/5                                                      |
| TD                                     | 3                                                      | 7                                                        |
| Field Goals                            | 6/6                                                    | 1/1                                                      |
| Sacks (Nombre-Yards)                   | 4 pour 11 yards adverses perdus                        | 6 pour 44 yards adverses perdus                          |
| Fumbles (Nombre/Perdus)                | 2/0                                                    | 0/0                                                      |
| Pénalités (Nombre/Yards perdus)        | 8 pour 45 yards perdus                                 | 2 pour 15 yards perdus                                   |
| Temps de possession                    | 32:42                                                  | 27:18                                                    |

| Tigers de Memphis        |                    |                                                                                           |
| Quarterback              | Brady White (en)   | 32/51 passes complétées, 454 yards, 2 interceptions, 0 TD, 6 sacks subis                  |
| Meilleur coureur         | Patrick Taylor     | 6 courses pour 50 yards nets gagnés, 1 TD, moyenne de 6,3 yards/course                    |
| Meilleur receveur        | Damonte Coxie      | 8 réceptions pour 132 yards gagnés, 0 TD                                                  |
| Meilleur tackler         | Sanchez Blake      | 9 tacles dont 4 en solo                                                                   |
| Nittany Lions Penn State |                    |                                                                                           |
| Quarterback              | Sean Clifford (en) | 11/20 passes complétées, 133 yards, 1 interception, 1 TD, 4 sacks subis                   |
| Meilleur coureur         | Journey Brown      | 16 courses pour 202 yards nets gagnés, 2 TDs, moyenne de 12,6 yards/course                |
| Meilleur receveur        | K. J. Hamler (en)  | 2 réceptions pour 46 yards gagnés, 0 TD                                                   |
| Meilleur tackler         | Micah Parsons      | 14 tacles dont 7 en solo, 3 TFL (27 yards), 2 sacks (17 yards), 2 FF et 1 quarterback hit |